# Миш-маш
Миш-маш е вид безмесно ястие, приготвяно от лук, чушки, домати, сирене и яйца, характерно за българската кухня. Съществуват и варианти при които към ястието се добавят и патладжани, бамя или моркови, както и такива без сирене.

## Приготовление, сервиране и консумация
Традиционно миш-маш се приготвя от нарязани печени чушки, които се задушават в загрято олио на умерен огън. Чушките могат да бъдат предварително опечени и обелени или нарязани в суров вид. Към сместа се прибавят яйца и сирене, за да се сгъсти. Възможно е ястието да се приготви също и на фурна. В определени райони на страната в сместта се добавят и домати, някои добавят и лук.
Обикновено ястието се сервира топло. Възможно е да се консервира за по-дълго време, приготвено само от зеленчуците, като преди консумация се добавят яйца и сирене.